# 248839 Mazeikiai
248839 Mazeikiai è un asteroide della fascia principale. Scoperto nel 2006, presenta un'orbita caratterizzata da un semiasse maggiore pari a 2,6815449 au e da un'eccentricità di 0,1729968, inclinata di 11,69652° rispetto all'eclittica.